# Cacia hebridarum
Cacia hebridarum är en skalbaggsart som beskrevs av Stefan von Breuning 1970. Cacia hebridarum ingår i släktet Cacia och familjen långhorningar.
Artens utbredningsområde är Vanuatu. Inga underarter finns listade.